# Równanie Shockleya

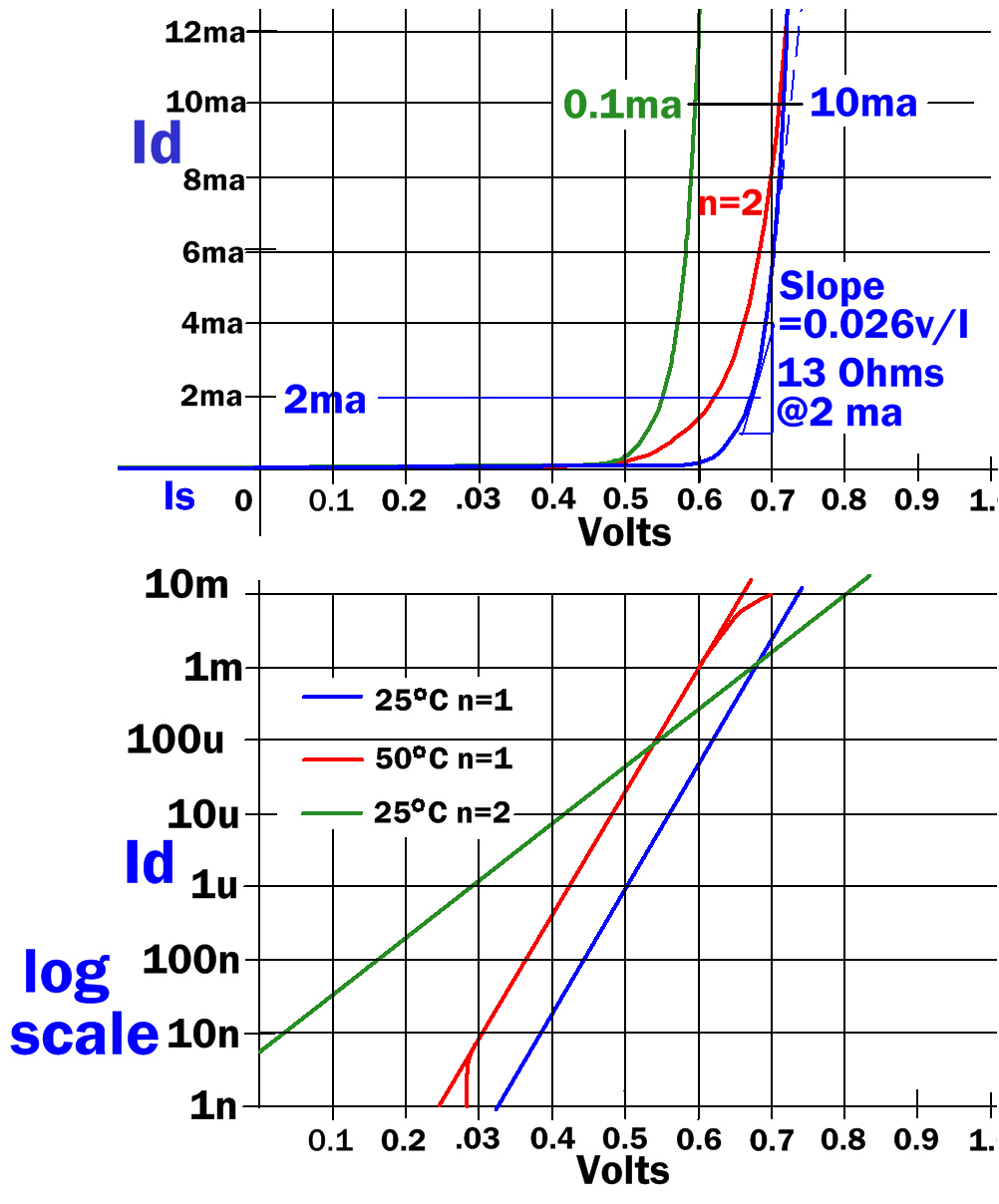
Równania Shockleya na wykresach

Równanie Shockleya – równanie opisujące związek pomiędzy napięciem elektrycznym {\displaystyle U_{D}} panującym na diodzie i płynącym przez diodę prądem elektrycznym. Wyprowadził je ok. 1950 roku pracujący w Bell Labs zespół fizyka Williama Shockleya w pracach poświęconych złączom p-n i technologii tranzystorów, uhonorowanych Noblem z fizyki w 1956.
{\displaystyle I=I_{S}\cdot \left(e^{\frac {U_{D}}{c}}-1\right),}
gdzie:
{\displaystyle I_{S}} – prąd nasycenia złącza,
{\displaystyle c} – stałe charakterystyczne dla konkretnej diody i temperatury pracy,
{\displaystyle e} – podstawa logarytmu naturalnego.
Równanie Shockleya spotykane jest częściej w postaci:
{\displaystyle I=I_{S}\cdot \left(\exp \left({\frac {qU}{kT}}\right)-1\right),}
gdzie:
{\displaystyle U} – napięcie polaryzacji złącza,
{\displaystyle q=1{,}6\cdot 10^{-19}} [C] – ładunek elektronu,
{\displaystyle k=1{,}38\cdot 10^{-23}} [J/K] – stała Boltzmanna,
{\displaystyle T} [K] – temperatura,
{\displaystyle kT/q} = 26 mV (dla {\displaystyle T} = 300 K = 27 °C).
Aby uniknąć pomyłek (symbol {\displaystyle e}) używa się symbolu exp(·) na oznaczenie funkcji eksponencjalnej.